# 垣田高夫
垣田 高夫（かきた たかお、1928年2月23日 - 2018年10月11日）は、日本の数学者。専門は、偏微分方程式論・関数解析学。学位は、理学博士。早稲田大学名誉教授。2015年春瑞宝中綬章受章。

## 略歴
1928年（昭和3年） 岐阜県生まれ。1952年（昭和27年） 東京文理科大学数学科を卒業。早稲田大学理工学部教授。1999年、早稲田大学を停年退職。早稲田大学名誉教授。最終講義は「カンタンの枕」。2015年春の叙勲で瑞宝中綬章受章。
2018年10月11日死去。

## 著書
- 『シュワルツ超関数入門』日本評論社〈日評数学選書〉、1985年8月。ISBN 4-535-60112-7。
  - 『シュワルツ超関数入門』（新装版）日本評論社、1999年10月。ISBN 4-535-60126-7。
- 『フーリエ解析と超関数』日本評論社〈現代応用数学の基礎〉、1994年5月。ISBN 4-535-60828-8。
- 『ルベーグ積分しょーと・こーす』日本評論社、1995年5月。ISBN 4-535-60411-8。
- 『微分方程式』裳華房〈応用解析セミナー〉、1996年11月。ISBN 4-7853-1502-4。

### 共著・編著・共編書
- 市田朝次郎『数学模範答案の書き方』三省堂、1957年。
- 入江昭二『常微分方程式』内田老鶴圃新社〈応用解析の基礎 3〉、1974年。
- 入江昭二『フーリェの方法』内田老鶴圃新社〈応用解析の基礎 4〉、1974年。
- 入江昭二『複素関数論』内田老鶴圃新社〈応用解析の基礎 2〉、1981年6月。
- 柴田良弘『ベクトル解析から流体へ』日本評論社、2007年7月。ISBN 978-4-535-78493-2。

### 翻訳
- パガレロフ『幾何学の基礎』本庄昭三・藤沢祐治共訳（第3版）、内田老鶴圃新社、1975年。
- デヴィッド・バージェス、モラグ・ボリー『微分方程式で数学モデルを作ろう』大町比佐栄共訳、日本評論社、1990年4月。ISBN 4-535-78173-7。
- ジョージ・G・ジョーゼフ『非ヨーロッパ起源の数学　もう一つの数学史』大町比佐栄共訳、講談社〈ブルーバックス〉、1996年5月。ISBN 4-06-257120-X。
- マイケル・ウォードル『オックスフォード数学ミニ辞典』笠原晧司共訳、講談社〈ブルーバックス〉、1997年5月。ISBN 4-06-257172-2。